# Calle Doña Blanca
La calle Doña Blanca es una calle de la ciudad de Jerez de la Frontera, (Andalucía, España).
Su origen se sitúa como vía trasera al convento de San Francisco, cuyos claustros ocupaban la actual Plaza o Mercado Central de Abastos. La calle comenzaba en ese convento, en el cruce entre las actuales calle Larga y calle Lancería, y se prolongaba hacia las afueras, donde actualmente se encuentra la Plaza de las Angustias. 

## Los tramos
Tiene varios tramos identificados:
- El primero de ellos abarca el Mercado Central de Abastos y tiene anchura que le confiere forma de plaza. Es un populoso espacio abierto, donde se mezclan terrazas, tenderetes, puestos de churros y las multitudes características del centro urbano.

- A su mitad, la calle se estrecha, pasando la tradicional vía estrecha peatonal, caracterizada por el tránsito de personas y comercios tradicionales, principalmente zapaterías. Este tramo desemboca en la pequeña plaza que conforma en su cruce con la calle Évora.

## El nombre
El nombre de la calle, única señal de Doña Blanca en ese espacio, está rotulado a mitad del siglo XIX, proviene de la reina Blanca de Borbón, esposa de Don Pedro I de Castilla, llamado "El Cruel", cuya sepultura se encuentra en el Altar Mayor del Monasterio San Francisco. Enferma y debilitada, había solicitado a los frailes franciscanos un sitio para ser enterrada, finalmente fue asesinada en Medina Sidonia por orden del rey, su esposo.

## Notas y referencias

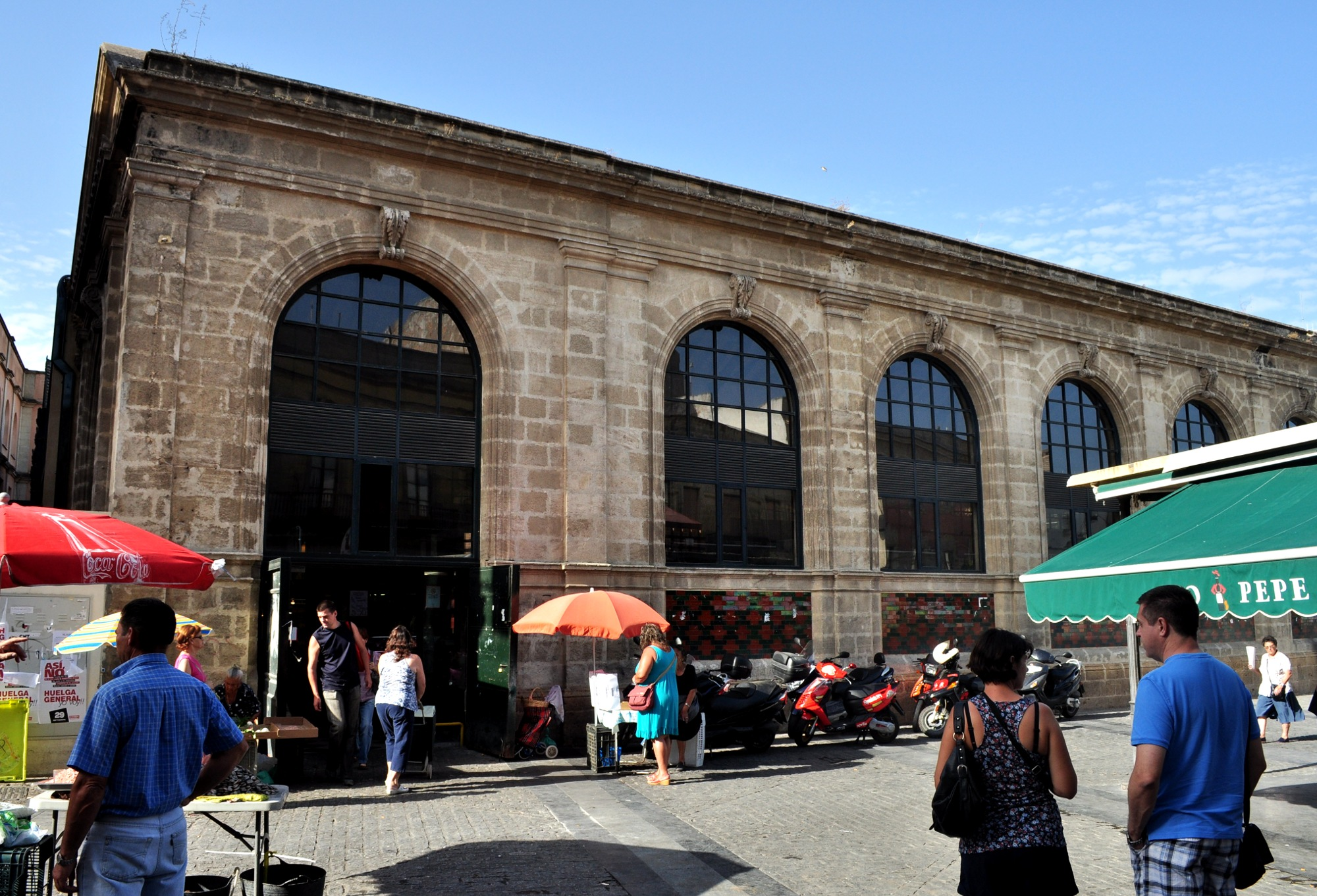
Mercado de Abastos desde la calle Doña Blanca.